# 劳伦斯·伊格尔伯格
劳伦斯·西德尼·伊格尔伯格（Lawrence Sidney Eagleburger，1930年8月1日—2011年6月4日），出生於威斯康星州密尔沃基，美国政治评论家、政治家，曾任美国副国务卿、代理国务卿和国务卿。
| 前任： 詹姆斯·贝克 | 美国国务卿 1992年-1993年 | 繼任： 沃伦·克里斯托弗 |